# Norwegian Ninja
Norwegian Ninja (norwegischer Originaltitel: Kommandør Treholt & ninjatroppen) ist ein norwegischer Spielfilm aus dem Jahre 2010. Regie bei der Actionkomödie führte Thomas Cappelen Malling, die Hauptrolle spielte Mads Ousdal.

## Handlung
Der Film erzählt die fiktive Geschichte einer Spezialeinheit der norwegischen Armee. Diese wurde nach dem Muster der Ninjas gestaltet und wird von Arne Treholt geführt (eine Anspielung auf den real existierenden norwegischen Diplomaten Arne Treholt, der 1985 wegen Spionage verurteilt wurde). König Olav V. ist Treholt freundschaftlich verbunden und besucht die Ninjas regelmäßig in ihrem Hauptquartier, das sich auf einer Insel im Oslofjord befindet und durch ein „Feng-Shui-Kraftfeld“ geschützt wird, welches durch „gezielte Disharmonie“ ein unautorisiertes Eindringen unmöglich macht.

Der große Gegenspieler der Ninjas ist eine Spezialeinheit der CIA namens „Stay Behind“ unter der Führung von Otto Meyer, welche eine „Strategie der Spannung“ betreibt: Sie begeht mehrere Terroranschläge in Europa, um diese dann den Kommunisten unterzuschieben und damit das „dumme“ Volk dazu zu bringen, die „richtige“ Partei zu wählen.
Der junge Ninja Humla (norweg. Hummel) ist Treholts Lieblingsschüler und es wird bereits früh im Film angedeutet, dass Humla noch eine besondere Rolle in den Plänen der Ninjas spielen wird. Kurz vor Beginn einer Spezialoperation beendet Humla seine Ausbildung und wird zum vollwertigen Mitglied der Ninja befördert.
Bei ihrem ersten Anschlag plant Stay Behind die Sprengung einer Bohrinsel. Die Ninja versuchen diesen zu zwar verhindern, jedoch kann Humla die Bombe nicht mehr rechtzeitig entschärfen. Der zweite Anschlag richtet sich gegen das Hauptquartier der Ninjas selbst, da Meyer seinen Gegner Treholt dazu bringen will, das Land zu verlassen. Treholt selbst soll schließlich am Flughafen verhaftet und mittels gefälschter Beweise zu zwanzig Jahren Haft verurteilt werden.
Humla wird bei dem Anschlag auf das Ninja-Hauptquartier schwer verletzt. Treholt bringt ihn zum Flughafen Oslo-Fornebu, verkleidet ihn und gibt ihm ein auf seinen Namen ausgestelltes Flugticket, mit dem Humla sich in Sicherheit bringen soll. Treholts Plan funktioniert und Humla wird festgenommen, weil man ihn für Treholt hält.
Damit kann Treholt nun ungestört agieren, da seine Gegner glauben, ihn ausgeschaltet zu haben. So kann er den dritten von Meyer geplanten Anschlag verhindern, der sich gegen den norwegischen König richtete, und Stay Behind endgültig zerschlagen.

## Veröffentlichung
Der Film kam am 13. August 2010 in die norwegischen Kinos. Außerdem wurde er auf mehreren Filmfestivals gezeigt. Dazu gehören Den norske filmfestivalen 2010, das Nowe Horyzonty 2011, das Fantasy Filmfest 2011 und weitere Festivals in Europa, Nordamerika und Asien. 
Am 12. Januar 2011 wurde der Film in Norwegen auf DVD und Blu-ray Disc veröffentlicht.

## Auszeichnungen
Beim Fantastic Fest 2010 erhielten Thomas Cappelen Manning und Mads Ousdal Preise.